# بوکیدنون
بوکیدنون (Bukidnon) یکی از استان‌های کشور فیلیپین است. این استان بخشی از جزیرهٔ میندانائو به‌شمار می‌رود.
مرکز این استان شهر مالای بالای است. جمعیت آن حدود یک میلیون و دویست هزار نفر است. مساحت این استان هشت هزار و سیصد کیلومتر مربع است.